# 4Dreamers
I 4Dreamers sono stati una boy band polacca attiva fra il 2018 e il 2020 e formata da Jakub Szmajkowski, Mateusz Gędek, Maksymilian Więckowski e Tomasz Gregorczyk.

## Carriera
I quattro membri dei 4Dreamers si sono inizialmente presentati singolarmente alle audizioni dell'edizione inaugurale della versione polacca del talent show The Voice Kids, mandata in onda a inizio 2018. Jakub è entrato a far parte del team di Dawid Kwiatkowski, Tomasz e Mateusz sono stati scelti da Edyta Górniak, mentre Maksymilian era nella squadra di Tomson & Baron.
La prima esibizione del gruppo ha avuto luogo il 24 febbraio 2018; lo stesso giorno è stato pubblicato il loro singolo di debutto, Sekret, seguito nel maggio successivo dall'album di debutto eponimo, che ha raggiunto la 6ª posizione della classifica polacca. Il disco è stato candidato ai premi Fryderyk, il principale riconoscimento musicale polacco, per l'album di musica per bambini e adolescenti dell'anno, ed è stato promosso attraverso una tournée nazionale.
Nel 2019 il gruppo ha pubblicato il secondo album in studio, nb., che è entrato nella classifica nazionale al 16º posto e che ha nuovamente ottenuto una candidatura ai Fryderyk. Nella stessa estate hanno partecipato alla 56ª edizione del festival di Opole, dove hanno presentato il brano Słowa na pół, con cui hanno raggiunto il podio nella finale. Il gruppo ha annunciato ufficialmente lo scioglimento il 18 dicembre 2020.

## Discografia

### Album
- 2018 – 4Dreamers
- 2019 – nb.

### Singoli
- 2018 – Sekret
- 2018 – Drugi raz
- 2018 – Święta to czas niespodzianek (con Roksana Węgiel e Zuza Jabłońska)
- 2018 – Też tak masz
- 2018 – Dni
- 2019 – Błąd
- 2019 – Słowa na pół
- 2019 – Inapropro
- 2020 – Step by Step
- 2020 – Nie wiem
- 2020 – Z kopyta kulig rwie